# Phycus insignis
Phycus insignis är en tvåvingeart som först beskrevs av Friedrich Hermann Loew 1874.  Phycus insignis ingår i släktet Phycus och familjen stilettflugor. Inga underarter finns listade i Catalogue of Life.